# Blenheim Riverside Railway
| BRR-Hug an der Beaver Station |                     |                                 |                                 |
| Streckenverlauf |                     |                                 |                                 |
| Spurweite: | 610 mm (2-Fuß-Spur) |                                 |                                 |
| |                     |                                 |                                 |
| \| \| 0,0 \| Brayshaw Park \| Brayshaw Park \| \| \| \| nach Omaka \| \| \| \| 0,4 \| Taylor River \| Taylor River \| \| \| 0,8 \| Werkstatt \| Werkstatt \| \| \| 0,9 \| Omaka Corlett \| Omaka Corlett \| \| \| \| New Renwick Road \| \| \| \| 2,6 \| Chinaman’s Creek \| Chinaman’s Creek \| \| \| \| Chinaman’s Creek \| \| \| \| \| Taylor River \| \| \| \| \| \| \| \| \| \| High Street \| \| \| \| \| \| \| \| \| \| Murphy’s Creek \| \| \| \| \| Fulton Stream \| \| \| \| 4,1 \| Fulton \| Fulton \| \| \| \| Hutcheson Street \| \| \| \| \| Alfred Street \| \| \| \| \| State Highway 1 \| \| \| \| \| Bahnstrecke Christchurch–Picton \| \| \| \| 5,1 \| Beaver \| Beaver \| |                     |                                 |                                 |
| Kopfbahnhof Streckenanfang | 0,0                 | Brayshaw Park                   | Brayshaw Park                   |
| Abzweig geradeaus, nach links und von links · Strecke von rechts |                     | nach Omaka                      | nach Omaka                      |
| Strecke · Brücke über Wasserlauf | 0,4                 | Taylor River                    | Taylor River                    |
| Abzweig geradeaus und von rechts · Strecke | 0,8                 | Werkstatt                       | Werkstatt                       |
| Strecke · Kopfbahnhof Streckenende | 0,9                 | Omaka Corlett                   | Omaka Corlett                   |
| Strecke mit Straßenbrücke |                     | New Renwick Road                | New Renwick Road                |
| Bahnhof | 2,6                 | Chinaman’s Creek                | Chinaman’s Creek                |
| Brücke über Wasserlauf |                     | Chinaman’s Creek                | Chinaman’s Creek                |
| Brücke über Wasserlauf |                     | Taylor River                    | Taylor River                    |
| Brücke über Wasserlauf |                     |                                 |                                 |
| Strecke mit Straßenbrücke |                     | High Street                     | High Street                     |
| Brücke über Wasserlauf |                     |                                 |                                 |
| Brücke über Wasserlauf |                     | Murphy’s Creek                  | Murphy’s Creek                  |
| Brücke über Wasserlauf |                     | Fulton Stream                   | Fulton Stream                   |
| Bahnhof | 4,1                 | Fulton                          | Fulton                          |
| Strecke mit Straßenbrücke |                     | Hutcheson Street                | Hutcheson Street                |
| Strecke mit Straßenbrücke |                     | Alfred Street                   | Alfred Street                   |
| |                     | State Highway 1                 |                                 |
| Kreuzung geradeaus unten |                     | Bahnstrecke Christchurch–Picton | Bahnstrecke Christchurch–Picton |
| Kopfbahnhof Streckenende | 5,1                 | Beaver                          | Beaver                          |

Die Blenheim Riverside Railway (BRR) ist eine 5,1 Kilometer lange Schmalspur-Museumseisenbahn mit einer Spurweite von 610 Millimetern (2 Fuß) in Blenheim, Neuseeland.

## Geschichte
Die Blenheim Riverside Railway Society (BRRS) wurde 1985 von Mitgliedern der Marlborough Historical Society gegründet. Kurz danach wurden Schienen beschafft und eine Werkstatt errichtet. Die Strecke wurde abschnittsweise ab 1987 verlegt, woraufhin die Museumsbahn 1990 offiziell eröffnet wurde. Vier Personenwagen wurden 1989/90 gebaut, und die A. & G. Price Lokomotive, die später auf den Namen George getauft wurde, wurde generalüberholt und wieder in Betrieb genommen. Der erste Bahnhof Brayshaw Park war nur sehr schlicht, aber 1995 wurde die Beaver Station (heute Brayshaw Station) errichtet, zu der die Verlängerung der Strecke über eine steile Steigung durch einen Einschnitt und über eine Böschung geführt wurde. Die Strecke wurde 2005 zum derzeitigen Endbahnhof Beaver Station am Riverside Park geführt, woraufhin der Bahnhof am Brayshaw Park umbenannt wurde. Über die Jahre wurde die Werkstatt vergrößert, und von den Mitgliedern hergestellte Betonschwellen wurden eingesetzt, um die ursprünglich hölzernen Schwellen zu ersetzen. Im März 2015 wurde eine Abzweigung zum Omaka Airfield in Betrieb genommen.

## Betrieb
Personenzüge verkehren normalerweise am ersten und dritten Sonntag jeden Monats auf der Hauptstrecke und dem Abzweig. In den Schulferien und von Ende Dezember bis Anfang Januar fahren Sonderzüge. Die Züge verkehren nach einem Fahrplan.

## Streckenverlauf

### Hauptstrecke
Die Strecke folgt dem Taylor River von Brayshaw Park im Südwesten von Blenheim bis zur Beaver Station am Anleger der River Queen Boote. Am Brayshaw Park sowie bei Chinaman’s Creek Crossing, der Fulton Station und der Beaver Station gibt es zweigleisige Ausweichstellen. Es gibt sechs Brücken und fünf Unterführungen. Die Schienen mit einem Metergewicht von etwa 27 kg/m (55 lb per/Yard), die von der New Zealand Railways stammen, wurden bis zur Schienenoberkante vergraben, da der längste Teil der Strecke in einem Landschaftsschutzgebiet verläuft.

### Omaka Branch Line
Die 1 km lange Zweigstrecke nach Omaka zweigt kurz hinter Brayshaw Park ab, überquert den Taylor River auf einer 46 m langen Betonbrücke und endet an der Omaka Corlett Station beim Omaka Aviation Heritage Centre und den Omaka Classic Cars Gebäuden. Die Gleise wurden ab 2013/2014 verlegt. Es wurde angestrebt, die Strecke bis zur Omaka Airshow 2015 fertigzustellen, und sie konnte in der Tat am Samstag, den 21. März 2015 in Betrieb genommen werden. Der Einsatz der Vereinsmitglieder beim Bau der Zweigstrecke wurde mit dem KiwiRails Infrastructure Award bei der FRONZ-Konferenz am Geburtstagswochenende der Königin 2015 gewürdigt.

### Koordinaten der Bahnhöfe
- Brayshaw Park Station
- Beaver Station
- Omaka Station

## Schienenfahrzeuge

### Lokomotiven
Die Eisenbahn hat eine kleine Sammlung von Diesellokomotiven. Eine A. & G. Price Da 6 wurde 1986 von Horrell & Sons aus Gore erworben und beim Streckenbau eingesetzt. Sie wurde 2010 generalüberholt, wobei der ursprüngliche Leyland-Motor durch einen von Isuzu ersetzt wurde, woraufhin sie auf den Namen George nach einem der dienstältesten Vereinsmitglieder benannt wurde. Die Ruston & Hornsby 170204 wurde dem Ashburton Vintage Car Club abgekauft. Sie wurde umgespurt und generalüberholt, woraufhin sie 1997 unter dem Namen Murray offiziell wieder in Betrieb genommen wurde. Im Jahr 2012 wurden zwei Lokomotiven beschafft. Eine selbstgebaute dieselhydraulische Drehgestell-Lokomotive mit dem Namen Onahau, die zuvor bei einer Privateisenbahn an den Marlborough Sounds eingesetzt war, wurde der Gesellschaft von der Betreiberfamilie vermacht. Eine zweite Ruston vom Typ 20DL, die wie eine Dampflok aussieht, war zuvor bei dem nur kurzzeitig betriebenen Footrot Flats Vergnügungspark in Auckland beheimatet. Im November 2016 erwarb der Verein eine A. & G. Price Da 8, die letzte erhaltene Schwesterlokomotive von George und zwei Drehgestellwagen. Diese kamen vom Totara Springs Christian Centre bei Matamata. Die Lokomotive wurde ab 2017eingesetzt, während die Wagen noch überholt werden mussten.
| Name   | Hersteller                             | Baujahr      | Klasse   | Seriennummer | Achsfolge                  | Antrieb             | Beschaffungsjahr |
| ------ | -------------------------------------- | ------------ | -------- | ------------ | -------------------------- | ------------------- | ---------------- |
| George | A. & G. Price                          | 1951         | Da       | 166          | 0-4-0                      | Isuzu 4HF1          | 1986             |
| N.N.   | A. & G. Price                          | 1951         | Da       | 168          | 0-4-0                      | Leyland O300        | 2016             |
| Murray | Ruston & Hornsby                       | 1934         | 22/28 HP | 170204       | 0-4-0                      | Lister JP3          | 1990             |
| Beaver | Ruston & Hornsby                       | 1940         | 20DL     | 202969       | 0-4-0                      | Lister ST2          | 2012             |
| Onahau | Eigenbau                               | 1990er Jahre | –        | –            | Bo-Bo                      | Nissan CD17/20      | 2012             |
| Donald | vermutlich Glasgow Engineering Company | 1901         | –        | –            | 0-4-2 (ursprünglich 0-4-0) | Dampf 6.5 x 10 Zoll | 1990             |

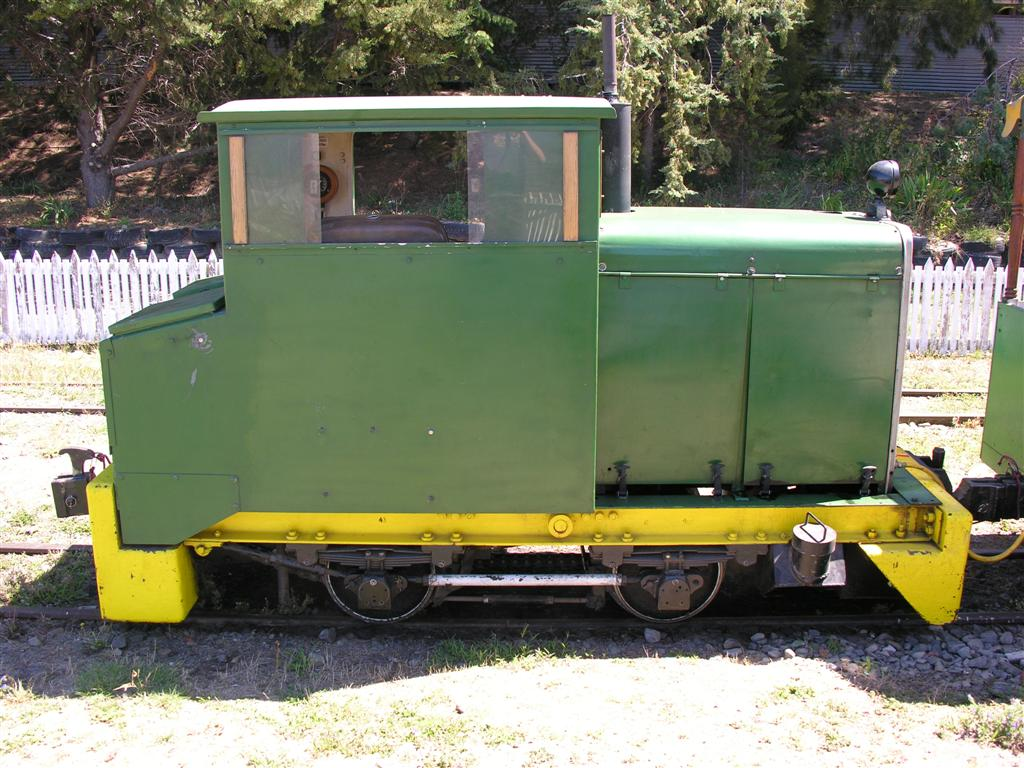
A. & G. Price
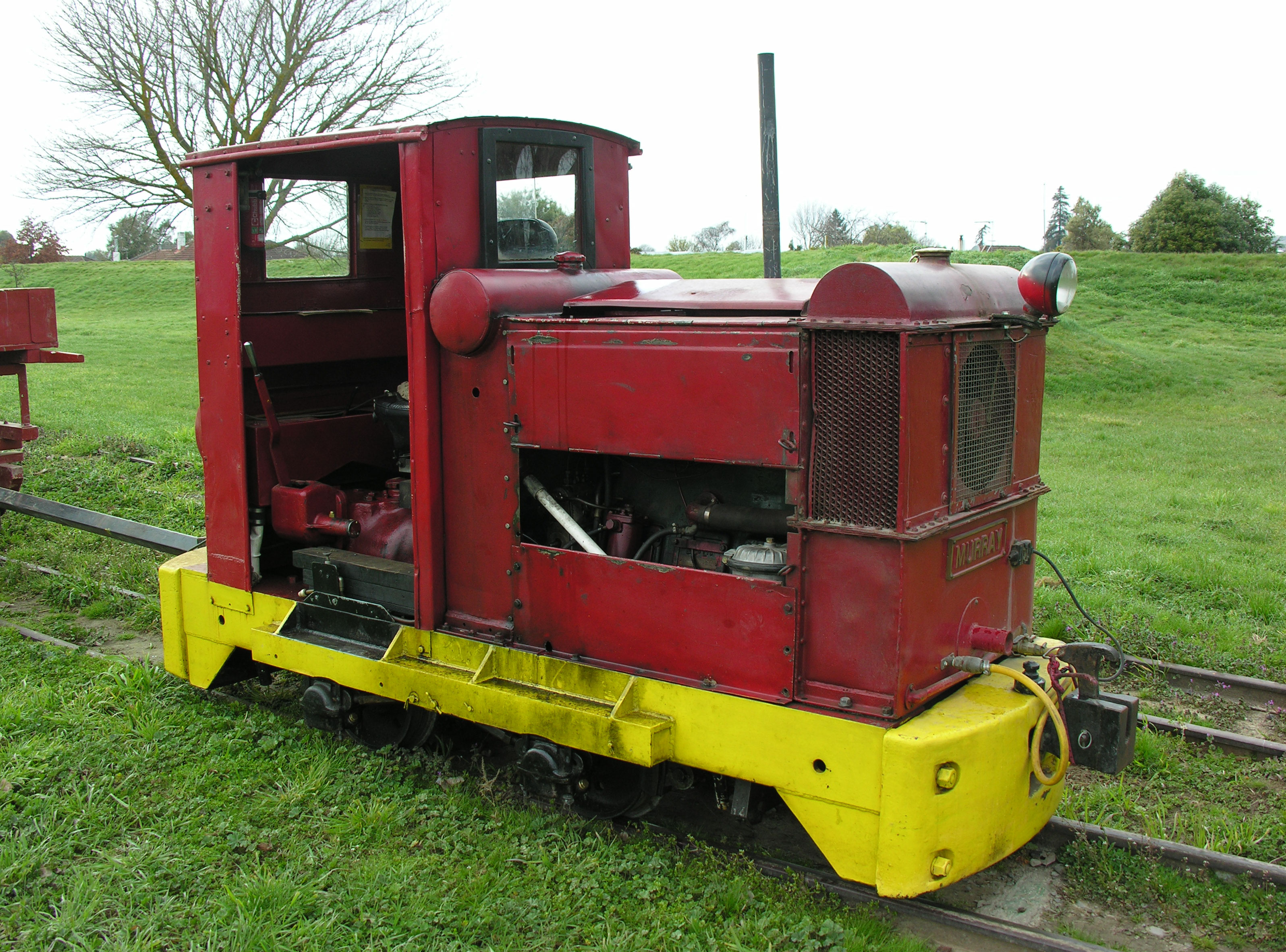
Murray
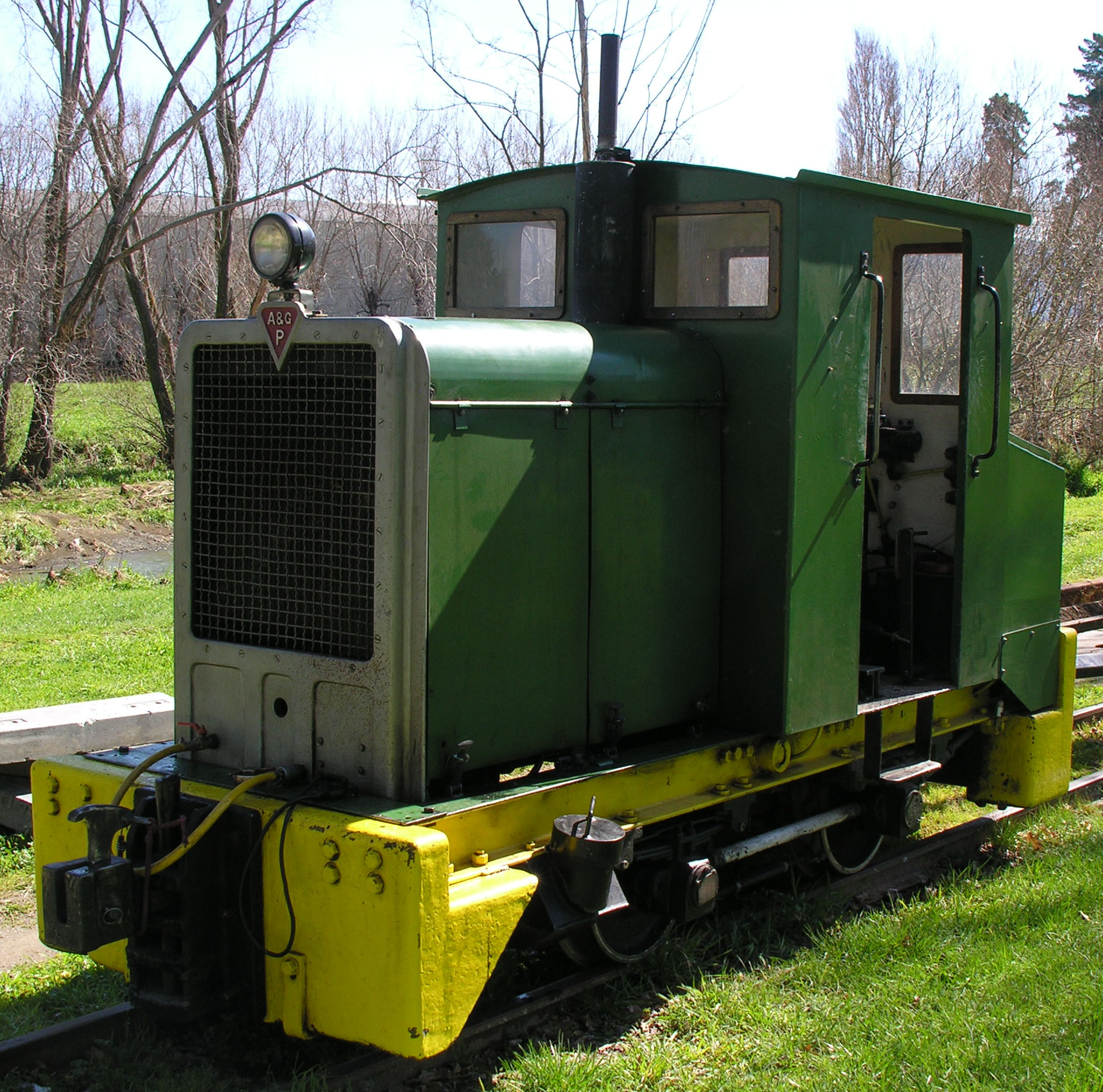
A. & G. Price